# Volta a Noruega 2022
La Volta a Noruega 2022, 11a edició de la Volta a Noruega, es va disputar entre el 24 i el 29 de maig de 2022 sobre un recorregut de 1.036,3 km repartits en sis etapes. La cursa formava part del calendari de l'UCI ProSeries 2022, amb una categoria 2.Pro.
El vencedor fou el belga Remco Evenepoel (Quick-Step Alpha Vinyl), que s'imposà per gairebé un minut a l'australià Jay Vine (Alpecin-Fenix) i per un minut i mig al també australià Luke Plapp (Ineos Grenadiers).

## Equips
Divuit equips van prendre part en aquesta edició de la Volta a Noruega: nou UCI WorldTeams, sis UCI ProTeams i tres equips continentals.
| WorldTeams (9)- Bora-Hansgrohe - EF Education-EasyPost - Ineos Grenadiers - Intermarché-Wanty-Gobert Matériaux - Israel-Premier Tech - Jumbo-Visma - Quick-Step Alpha Vinyl - Team DSM - Trek-Segafredo ProTeams (6)- Alpecin-Fenix - Bardiani-CSF-Faizanè - Caja Rural-Seguros RGA - Human Powered Health - Sport Vlaanderen-Baloise - Uno-X Pro Cycling Team Equips continentals (3)- Coop - Riwal - ColoQuick |
| |

## Etapes
| Etapa    | Data       | Ciutats d'etapa       | type                    | Distància (km) | Desnivell (m) | Vencedor de l'etapa | Líder de la general        |
| -------- | ---------- | --------------------- | ----------------------- | -------------- | ------------- | ------------------- | -------------------------- |
| 1a etapa | 24 de maig | Bergen – Voss         | etapa de mitja muntanya | 173,6          | 2.225 m       | Remco Evenepoel     | Remco Evenepoel            |
| 2a etapa | 25 de maig | Ulvik – Geilo         | etapa accidentada       | 123,8          | 2.421 m       | Ethan Hayter        | Tobias Halland Johannessen |
| 3a etapa | 26 de maig | Gol – Gaustatoppen    | etapa de muntanya       | 175,8          | 3.371 m       | Remco Evenepoel     | Remco Evenepoel            |
| 4a etapa | 27 de maig | Hovden – Kristiansand | etapa plana             | 232,1          | 1.655 m       | Marco Haller        | Remco Evenepoel            |
| 5a etapa | 28 de maig | Flekkefjord – Sandnes | etapa accidentada       | 181,7          | 2.781 m       | Remco Evenepoel     | Remco Evenepoel            |
| 6a etapa | 29 de maig | Stavanger – Stavanger | etapa plana             | 149,3          | 1.231 m       | Alexander Kristoff  | Remco Evenepoel            |

### Etapa 1
| \| Classificació de l'etapa \| Classificació de l'etapa \| Classificació de l'etapa \| Classificació de l'etapa \| Classificació de l'etapa \| \| Corredor \| Corredor \| Equip \| Temps \| \| \| ------------------------ \| -------------------------- \| ---------------------------------- \| ------------------------ \| ------------------------ \| \| 1r \| Remco Evenepoel \| Quick-Step Alpha Vinyl \| 4h 21' 31" \| \| \| 2n \| Tobias Halland Johannessen \| Uno-X Pro Cycling Team \| + 0" \| \| \| 3r \| Eduard Prades i Reverter \| Caja Rural-Seguros RGA \| + 2" \| \| \| 4t \| Lucas Plapp \| Ineos Grenadiers \| + 3" \| \| \| 5è \| Ethan Hayter \| Ineos Grenadiers \| + 3" \| \| \| 6è \| Esteban Chaves Rubio \| EF Education-EasyPost \| + 5" \| \| \| 7è \| Gianluca Brambilla \| Trek-Segafredo \| + 5" \| \| \| 8è \| Mike Teunissen \| Jumbo-Visma \| + 5" \| \| \| 9è \| Cian Uijtdebroeks \| Bora-Hansgrohe \| + 5" \| \| \| 10è \| Laurens Huys \| Intermarché-Wanty-Gobert Matériaux \| + 5" \| \| |                            |                                    |            |
| |                            |                                    |            |
| Font: ProCyclingStats |                            |                                    |            |
| Classificació de l'etapa |                            |                                    |            |
| Corredor | Corredor                   | Equip                              | Temps      |
| 1r | Remco Evenepoel            | Quick-Step Alpha Vinyl             | 4h 21' 31" |
| 2n | Tobias Halland Johannessen | Uno-X Pro Cycling Team             | + 0"       |
| 3r | Eduard Prades i Reverter   | Caja Rural-Seguros RGA             | + 2"       |
| 4t | Lucas Plapp                | Ineos Grenadiers                   | + 3"       |
| 5è | Ethan Hayter               | Ineos Grenadiers                   | + 3"       |
| 6è | Esteban Chaves Rubio       | EF Education-EasyPost              | + 5"       |
| 7è | Gianluca Brambilla         | Trek-Segafredo                     | + 5"       |
| 8è | Mike Teunissen             | Jumbo-Visma                        | + 5"       |
| 9è | Cian Uijtdebroeks          | Bora-Hansgrohe                     | + 5"       |
| 10è | Laurens Huys               | Intermarché-Wanty-Gobert Matériaux | + 5"       |

| \| Classificació general \| Classificació general \| Classificació general \| Classificació general \| Classificació general \| \| Corredor \| Corredor \| Equip \| Temps \| \| \| --------------------- \| -------------------------- \| ---------------------------------- \| --------------------- \| --------------------- \| \| 1r \| Remco Evenepoel \| Quick-Step Alpha Vinyl \| 4h 21' 21" \| \| \| 2n \| Tobias Halland Johannessen \| Uno-X Pro Cycling Team \| + 4" \| \| \| 3r \| Eduard Prades i Reverter \| Caja Rural-Seguros RGA \| + 8" \| \| \| 4t \| Lucas Plapp \| Ineos Grenadiers \| + 13" \| \| \| 5è \| Ethan Hayter \| Ineos Grenadiers \| + 13" \| \| \| 6è \| Esteban Chaves Rubio \| EF Education-EasyPost \| + 15" \| \| \| 7è \| Gianluca Brambilla \| Trek-Segafredo \| + 15" \| \| \| 8è \| Mike Teunissen \| Jumbo-Visma \| + 15" \| \| \| 9è \| Cian Uijtdebroeks \| Bora-Hansgrohe \| + 15" \| \| \| 10è \| Laurens Huys \| Intermarché-Wanty-Gobert Matériaux \| + 15" \| \| |                            |                                    |            |
| |                            |                                    |            |
| Font: ProCyclingStats |                            |                                    |            |
| Classificació general |                            |                                    |            |
| Corredor | Corredor                   | Equip                              | Temps      |
| 1r | Remco Evenepoel            | Quick-Step Alpha Vinyl             | 4h 21' 21" |
| 2n | Tobias Halland Johannessen | Uno-X Pro Cycling Team             | + 4"       |
| 3r | Eduard Prades i Reverter   | Caja Rural-Seguros RGA             | + 8"       |
| 4t | Lucas Plapp                | Ineos Grenadiers                   | + 13"      |
| 5è | Ethan Hayter               | Ineos Grenadiers                   | + 13"      |
| 6è | Esteban Chaves Rubio       | EF Education-EasyPost              | + 15"      |
| 7è | Gianluca Brambilla         | Trek-Segafredo                     | + 15"      |
| 8è | Mike Teunissen             | Jumbo-Visma                        | + 15"      |
| 9è | Cian Uijtdebroeks          | Bora-Hansgrohe                     | + 15"      |
| 10è | Laurens Huys               | Intermarché-Wanty-Gobert Matériaux | + 15"      |

### Etapa 2
| \| Classificació de l'etapa \| Classificació de l'etapa \| Classificació de l'etapa \| Classificació de l'etapa \| Classificació de l'etapa \| \| Corredor \| Corredor \| Equip \| Temps \| \| \| ------------------------ \| -------------------------- \| ------------------------ \| ------------------------ \| ------------------------ \| \| 1r \| Ethan Hayter \| Ineos Grenadiers \| 2h 53' 17" \| \| \| 2n \| Mike Teunissen \| Jumbo-Visma \| + 0" \| \| \| 3r \| Tobias Halland Johannessen \| Uno-X Pro Cycling Team \| + 0" \| \| \| 4t \| Patrick Bevin \| Israel-Premier Tech \| + 0" \| \| \| 5è \| Marco Haller \| Bora-Hansgrohe \| + 0" \| \| \| 6è \| Kasper Asgreen \| Quick-Step Alpha Vinyl \| + 0" \| \| \| 7è \| Aaron Van Poucke \| Sport Vlaanderen-Baloise \| + 0" \| \| \| 8è \| Jonas Gregaard Wilsly \| Uno-X Pro Cycling Team \| + 0" \| \| \| 9è \| Lucas Plapp \| Ineos Grenadiers \| + 0" \| \| \| 10è \| Timo Roosen \| Jumbo-Visma \| + 0" \| \| |                            |                          |            |
| |                            |                          |            |
| Font: ProCyclingStats |                            |                          |            |
| Classificació de l'etapa |                            |                          |            |
| Corredor | Corredor                   | Equip                    | Temps      |
| 1r | Ethan Hayter               | Ineos Grenadiers         | 2h 53' 17" |
| 2n | Mike Teunissen             | Jumbo-Visma              | + 0"       |
| 3r | Tobias Halland Johannessen | Uno-X Pro Cycling Team   | + 0"       |
| 4t | Patrick Bevin              | Israel-Premier Tech      | + 0"       |
| 5è | Marco Haller               | Bora-Hansgrohe           | + 0"       |
| 6è | Kasper Asgreen             | Quick-Step Alpha Vinyl   | + 0"       |
| 7è | Aaron Van Poucke           | Sport Vlaanderen-Baloise | + 0"       |
| 8è | Jonas Gregaard Wilsly      | Uno-X Pro Cycling Team   | + 0"       |
| 9è | Lucas Plapp                | Ineos Grenadiers         | + 0"       |
| 10è | Timo Roosen                | Jumbo-Visma              | + 0"       |

| \| Classificació general \| Classificació general \| Classificació general \| Classificació general \| Classificació general \| \| Corredor \| Corredor \| Equip \| Temps \| \| \| --------------------- \| -------------------------- \| ---------------------- \| --------------------- \| --------------------- \| \| 1r \| Tobias Halland Johannessen \| Uno-X Pro Cycling Team \| 7h 14' 37" \| \| \| 2n \| Ethan Hayter \| Ineos Grenadiers \| + 1" \| \| \| 3r \| Remco Evenepoel \| Quick-Step Alpha Vinyl \| + 1" \| \| \| 4t \| Mike Teunissen \| Jumbo-Visma \| + 10" \| \| \| 5è \| Lucas Plapp \| Ineos Grenadiers \| + 14" \| \| \| 6è \| Carl Fredrik Hagen \| Israel-Premier Tech \| + 16" \| \| \| 7è \| Tao Geoghegan Hart \| Ineos Grenadiers \| + 16" \| \| \| 8è \| Jay Vine \| Alpecin-Fenix \| + 16" \| \| \| 9è \| Patrick Bevin \| Israel-Premier Tech \| + 26" \| \| \| 10è \| Marco Brenner \| Team DSM \| + 26" \| \| |                            |                        |            |
| |                            |                        |            |
| Font: ProCyclingStats |                            |                        |            |
| Classificació general |                            |                        |            |
| Corredor | Corredor                   | Equip                  | Temps      |
| 1r | Tobias Halland Johannessen | Uno-X Pro Cycling Team | 7h 14' 37" |
| 2n | Ethan Hayter               | Ineos Grenadiers       | + 1"       |
| 3r | Remco Evenepoel            | Quick-Step Alpha Vinyl | + 1"       |
| 4t | Mike Teunissen             | Jumbo-Visma            | + 10"      |
| 5è | Lucas Plapp                | Ineos Grenadiers       | + 14"      |
| 6è | Carl Fredrik Hagen         | Israel-Premier Tech    | + 16"      |
| 7è | Tao Geoghegan Hart         | Ineos Grenadiers       | + 16"      |
| 8è | Jay Vine                   | Alpecin-Fenix          | + 16"      |
| 9è | Patrick Bevin              | Israel-Premier Tech    | + 26"      |
| 10è | Marco Brenner              | Team DSM               | + 26"      |

### Etapa 3
| \| Classificació de l'etapa \| Classificació de l'etapa \| Classificació de l'etapa \| Classificació de l'etapa \| Classificació de l'etapa \| \| Corredor \| Corredor \| Equip \| Temps \| \| \| ------------------------ \| -------------------------- \| ---------------------------------- \| ------------------------ \| ------------------------ \| \| 1r \| Remco Evenepoel \| Quick-Step Alpha Vinyl \| 4h 40' 07" \| \| \| 2n \| Jay Vine \| Alpecin-Fenix \| + 27" \| \| \| 3r \| Lucas Plapp \| Ineos Grenadiers \| + 1' 05" \| \| \| 4t \| Tobias Halland Johannessen \| Uno-X Pro Cycling Team \| + 1' 21" \| \| \| 5è \| Laurens Huys \| Intermarché-Wanty-Gobert Matériaux \| + 1' 21" \| \| \| 6è \| Cian Uijtdebroeks \| Bora-Hansgrohe \| + 1' 23" \| \| \| 7è \| Esteban Chaves Rubio \| EF Education-EasyPost \| + 1' 24" \| \| \| 8è \| Marco Brenner \| Team DSM \| + 1' 41" \| \| \| 9è \| Magnus Sheffield \| Ineos Grenadiers \| + 1' 56" \| \| \| 10è \| Tao Geoghegan Hart \| Ineos Grenadiers \| + 1' 56" \| \| |                            |                                    |            |
| |                            |                                    |            |
| Font: ProCyclingStats |                            |                                    |            |
| Classificació de l'etapa |                            |                                    |            |
| Corredor | Corredor                   | Equip                              | Temps      |
| 1r | Remco Evenepoel            | Quick-Step Alpha Vinyl             | 4h 40' 07" |
| 2n | Jay Vine                   | Alpecin-Fenix                      | + 27"      |
| 3r | Lucas Plapp                | Ineos Grenadiers                   | + 1' 05"   |
| 4t | Tobias Halland Johannessen | Uno-X Pro Cycling Team             | + 1' 21"   |
| 5è | Laurens Huys               | Intermarché-Wanty-Gobert Matériaux | + 1' 21"   |
| 6è | Cian Uijtdebroeks          | Bora-Hansgrohe                     | + 1' 23"   |
| 7è | Esteban Chaves Rubio       | EF Education-EasyPost              | + 1' 24"   |
| 8è | Marco Brenner              | Team DSM                           | + 1' 41"   |
| 9è | Magnus Sheffield           | Ineos Grenadiers                   | + 1' 56"   |
| 10è | Tao Geoghegan Hart         | Ineos Grenadiers                   | + 1' 56"   |

| \| Classificació general \| Classificació general \| Classificació general \| Classificació general \| Classificació general \| \| Corredor \| Corredor \| Equip \| Temps \| \| \| --------------------- \| -------------------------- \| ---------------------------------- \| --------------------- \| --------------------- \| \| 1r \| Remco Evenepoel \| Quick-Step Alpha Vinyl \| 11h 54' 35" \| \| \| 2n \| Jay Vine \| Alpecin-Fenix \| + 46" \| \| \| 3r \| Lucas Plapp \| Ineos Grenadiers \| + 1' 24" \| \| \| 4t \| Tobias Halland Johannessen \| Uno-X Pro Cycling Team \| + 1' 30" \| \| \| 5è \| Marco Brenner \| Team DSM \| + 2' 16" \| \| \| 6è \| Tao Geoghegan Hart \| Ineos Grenadiers \| + 2' 21" \| \| \| 7è \| Patrick Bevin \| Israel-Premier Tech \| + 2' 41" \| \| \| 8è \| Magnus Sheffield \| Ineos Grenadiers \| + 2' 41" \| \| \| 9è \| Laurens Huys \| Intermarché-Wanty-Gobert Matériaux \| + 2' 44" \| \| \| 10è \| Cian Uijtdebroeks \| Bora-Hansgrohe \| + 2' 46" \| \| |                            |                                    |             |
| |                            |                                    |             |
| Font: ProCyclingStats |                            |                                    |             |
| Classificació general |                            |                                    |             |
| Corredor | Corredor                   | Equip                              | Temps       |
| 1r | Remco Evenepoel            | Quick-Step Alpha Vinyl             | 11h 54' 35" |
| 2n | Jay Vine                   | Alpecin-Fenix                      | + 46"       |
| 3r | Lucas Plapp                | Ineos Grenadiers                   | + 1' 24"    |
| 4t | Tobias Halland Johannessen | Uno-X Pro Cycling Team             | + 1' 30"    |
| 5è | Marco Brenner              | Team DSM                           | + 2' 16"    |
| 6è | Tao Geoghegan Hart         | Ineos Grenadiers                   | + 2' 21"    |
| 7è | Patrick Bevin              | Israel-Premier Tech                | + 2' 41"    |
| 8è | Magnus Sheffield           | Ineos Grenadiers                   | + 2' 41"    |
| 9è | Laurens Huys               | Intermarché-Wanty-Gobert Matériaux | + 2' 44"    |
| 10è | Cian Uijtdebroeks          | Bora-Hansgrohe                     | + 2' 46"    |

### Etapa 4
| \| Classificació de l'etapa \| Classificació de l'etapa \| Classificació de l'etapa \| Classificació de l'etapa \| Classificació de l'etapa \| \| Corredor \| Corredor \| Equip \| Temps \| \| \| ------------------------ \| ------------------------ \| ---------------------------------- \| ------------------------ \| ------------------------ \| \| 1r \| Marco Haller \| Bora-Hansgrohe \| 5h 02' 21" \| \| \| 2n \| Ethan Vernon \| Quick-Step Alpha Vinyl \| + 0" \| \| \| 3r \| Alexander Kristoff \| Intermarché-Wanty-Gobert Matériaux \| + 0" \| \| \| 4t \| Tom Van Asbroeck \| Israel-Premier Tech \| + 0" \| \| \| 5è \| Mike Teunissen \| Jumbo-Visma \| + 0" \| \| \| 6è \| Filippo Fiorelli \| Bardiani CSF Faizanè \| + 0" \| \| \| 7è \| Mads Pedersen \| Trek-Segafredo \| + 0" \| \| \| 8è \| Martijn Budding \| Riwal Cycling Team \| + 0" \| \| \| 9è \| Eduard Prades i Reverter \| Caja Rural-Seguros RGA \| + 0" \| \| \| 10è \| Corbin Strong \| Israel-Premier Tech \| + 0" \| \| |                          |                                    |            |
| |                          |                                    |            |
| Font: ProCyclingStats |                          |                                    |            |
| Classificació de l'etapa |                          |                                    |            |
| Corredor | Corredor                 | Equip                              | Temps      |
| 1r | Marco Haller             | Bora-Hansgrohe                     | 5h 02' 21" |
| 2n | Ethan Vernon             | Quick-Step Alpha Vinyl             | + 0"       |
| 3r | Alexander Kristoff       | Intermarché-Wanty-Gobert Matériaux | + 0"       |
| 4t | Tom Van Asbroeck         | Israel-Premier Tech                | + 0"       |
| 5è | Mike Teunissen           | Jumbo-Visma                        | + 0"       |
| 6è | Filippo Fiorelli         | Bardiani CSF Faizanè               | + 0"       |
| 7è | Mads Pedersen            | Trek-Segafredo                     | + 0"       |
| 8è | Martijn Budding          | Riwal Cycling Team                 | + 0"       |
| 9è | Eduard Prades i Reverter | Caja Rural-Seguros RGA             | + 0"       |
| 10è | Corbin Strong            | Israel-Premier Tech                | + 0"       |

| \| Classificació general \| Classificació general \| Classificació general \| Classificació general \| Classificació general \| \| Corredor \| Corredor \| Equip \| Temps \| \| \| --------------------- \| -------------------------- \| ---------------------------------- \| --------------------- \| --------------------- \| \| 1r \| Remco Evenepoel \| Quick-Step Alpha Vinyl \| 16h 56' 56" \| \| \| 2n \| Jay Vine \| Alpecin-Fenix \| + 46" \| \| \| 3r \| Lucas Plapp \| Ineos Grenadiers \| + 1' 04" \| \| \| 4t \| Tobias Halland Johannessen \| Uno-X Pro Cycling Team \| + 1' 30" \| \| \| 5è \| Tao Geoghegan Hart \| Ineos Grenadiers \| + 2' 21" \| \| \| 6è \| Magnus Sheffield \| Ineos Grenadiers \| + 2' 41" \| \| \| 7è \| Laurens Huys \| Intermarché-Wanty-Gobert Matériaux \| + 2' 44" \| \| \| 8è \| Cian Uijtdebroeks \| Bora-Hansgrohe \| + 2' 46" \| \| \| 9è \| Esteban Chaves Rubio \| EF Education-EasyPost \| + 2' 47" \| \| \| 10è \| Carl Fredrik Hagen \| Israel-Premier Tech \| + 3' 05" \| \| |                            |                                    |             |
| |                            |                                    |             |
| Font: ProCyclingStats |                            |                                    |             |
| Classificació general |                            |                                    |             |
| Corredor | Corredor                   | Equip                              | Temps       |
| 1r | Remco Evenepoel            | Quick-Step Alpha Vinyl             | 16h 56' 56" |
| 2n | Jay Vine                   | Alpecin-Fenix                      | + 46"       |
| 3r | Lucas Plapp                | Ineos Grenadiers                   | + 1' 04"    |
| 4t | Tobias Halland Johannessen | Uno-X Pro Cycling Team             | + 1' 30"    |
| 5è | Tao Geoghegan Hart         | Ineos Grenadiers                   | + 2' 21"    |
| 6è | Magnus Sheffield           | Ineos Grenadiers                   | + 2' 41"    |
| 7è | Laurens Huys               | Intermarché-Wanty-Gobert Matériaux | + 2' 44"    |
| 8è | Cian Uijtdebroeks          | Bora-Hansgrohe                     | + 2' 46"    |
| 9è | Esteban Chaves Rubio       | EF Education-EasyPost              | + 2' 47"    |
| 10è | Carl Fredrik Hagen         | Israel-Premier Tech                | + 3' 05"    |

### Etapa 5
| \| Classificació de l'etapa \| Classificació de l'etapa \| Classificació de l'etapa \| Classificació de l'etapa \| Classificació de l'etapa \| \| Corredor \| Corredor \| Equip \| Temps \| \| \| ------------------------ \| -------------------------- \| ---------------------------------- \| ------------------------ \| ------------------------ \| \| 1r \| Remco Evenepoel \| Quick-Step Alpha Vinyl \| 4h 53' 33" \| \| \| 2n \| Tobias Halland Johannessen \| Uno-X Pro Cycling Team \| + 0" \| \| \| 3r \| Lucas Plapp \| Ineos Grenadiers \| + 0" \| \| \| 4t \| Jay Vine \| Alpecin-Fenix \| + 0" \| \| \| 5è \| Ben Healy \| EF Education-EasyPost \| + 0" \| \| \| 6è \| Magnus Sheffield \| Ineos Grenadiers \| + 0" \| \| \| 7è \| Laurens Huys \| Intermarché-Wanty-Gobert Matériaux \| + 0" \| \| \| 8è \| Cian Uijtdebroeks \| Bora-Hansgrohe \| + 0" \| \| \| 9è \| Mike Teunissen \| Jumbo-Visma \| + 5" \| \| \| 10è \| Filippo Fiorelli \| Bardiani CSF Faizanè \| + 5" \| \| |                            |                                    |            |
| |                            |                                    |            |
| Font: ProCyclingStats |                            |                                    |            |
| Classificació de l'etapa |                            |                                    |            |
| Corredor | Corredor                   | Equip                              | Temps      |
| 1r | Remco Evenepoel            | Quick-Step Alpha Vinyl             | 4h 53' 33" |
| 2n | Tobias Halland Johannessen | Uno-X Pro Cycling Team             | + 0"       |
| 3r | Lucas Plapp                | Ineos Grenadiers                   | + 0"       |
| 4t | Jay Vine                   | Alpecin-Fenix                      | + 0"       |
| 5è | Ben Healy                  | EF Education-EasyPost              | + 0"       |
| 6è | Magnus Sheffield           | Ineos Grenadiers                   | + 0"       |
| 7è | Laurens Huys               | Intermarché-Wanty-Gobert Matériaux | + 0"       |
| 8è | Cian Uijtdebroeks          | Bora-Hansgrohe                     | + 0"       |
| 9è | Mike Teunissen             | Jumbo-Visma                        | + 5"       |
| 10è | Filippo Fiorelli           | Bardiani CSF Faizanè               | + 5"       |

| \| Classificació general \| Classificació general \| Classificació general \| Classificació general \| Classificació general \| \| Corredor \| Corredor \| Equip \| Temps \| \| \| --------------------- \| -------------------------- \| ---------------------------------- \| --------------------- \| --------------------- \| \| 1r \| Remco Evenepoel \| Quick-Step Alpha Vinyl \| 21h 50' 19" \| \| \| 2n \| Jay Vine \| Alpecin-Fenix \| + 56" \| \| \| 3r \| Lucas Plapp \| Ineos Grenadiers \| + 1' 30" \| \| \| 4t \| Tobias Halland Johannessen \| Uno-X Pro Cycling Team \| + 1' 34" \| \| \| 5è \| Tao Geoghegan Hart \| Ineos Grenadiers \| + 2' 36" \| \| \| 6è \| Magnus Sheffield \| Ineos Grenadiers \| + 2' 51" \| \| \| 7è \| Laurens Huys \| Intermarché-Wanty-Gobert Matériaux \| + 2' 54" \| \| \| 8è \| Cian Uijtdebroeks \| Bora-Hansgrohe \| + 2' 56" \| \| \| 9è \| Esteban Chaves Rubio \| EF Education-EasyPost \| + 3' 02" \| \| \| 10è \| Carl Fredrik Hagen \| Israel-Premier Tech \| + 3' 20" \| \| |                            |                                    |             |
| |                            |                                    |             |
| Font: ProCyclingStats |                            |                                    |             |
| Classificació general |                            |                                    |             |
| Corredor | Corredor                   | Equip                              | Temps       |
| 1r | Remco Evenepoel            | Quick-Step Alpha Vinyl             | 21h 50' 19" |
| 2n | Jay Vine                   | Alpecin-Fenix                      | + 56"       |
| 3r | Lucas Plapp                | Ineos Grenadiers                   | + 1' 30"    |
| 4t | Tobias Halland Johannessen | Uno-X Pro Cycling Team             | + 1' 34"    |
| 5è | Tao Geoghegan Hart         | Ineos Grenadiers                   | + 2' 36"    |
| 6è | Magnus Sheffield           | Ineos Grenadiers                   | + 2' 51"    |
| 7è | Laurens Huys               | Intermarché-Wanty-Gobert Matériaux | + 2' 54"    |
| 8è | Cian Uijtdebroeks          | Bora-Hansgrohe                     | + 2' 56"    |
| 9è | Esteban Chaves Rubio       | EF Education-EasyPost              | + 3' 02"    |
| 10è | Carl Fredrik Hagen         | Israel-Premier Tech                | + 3' 20"    |

### Etapa 6
| \| Classificació de l'etapa \| Classificació de l'etapa \| Classificació de l'etapa \| Classificació de l'etapa \| Classificació de l'etapa \| \| Corredor \| Corredor \| Equip \| Temps \| \| \| ------------------------ \| ------------------------ \| ---------------------------------- \| ------------------------ \| ------------------------ \| \| 1r \| Alexander Kristoff \| Intermarché-Wanty-Gobert Matériaux \| 3h 28' 52" \| \| \| 2n \| Ethan Hayter \| Ineos Grenadiers \| + 0" \| \| \| 3r \| Mads Pedersen \| Trek-Segafredo \| + 0" \| \| \| 4t \| Timo Kielich \| Alpecin-Fenix \| + 0" \| \| \| 5è \| Filippo Fiorelli \| Bardiani CSF Faizanè \| + 0" \| \| \| 6è \| Timo Roosen \| Jumbo-Visma \| + 0" \| \| \| 7è \| Mike Teunissen \| Jumbo-Visma \| + 0" \| \| \| 8è \| Jenno Berckmoes \| Sport Vlaanderen-Baloise \| + 0" \| \| \| 9è \| Niklas Märkl \| Team DSM \| + 0" \| \| \| 10è \| Martijn Budding \| Riwal Cycling Team \| + 0" \| \| |                    |                                    |            |
| |                    |                                    |            |
| Font: ProCyclingStats |                    |                                    |            |
| Classificació de l'etapa |                    |                                    |            |
| Corredor | Corredor           | Equip                              | Temps      |
| 1r | Alexander Kristoff | Intermarché-Wanty-Gobert Matériaux | 3h 28' 52" |
| 2n | Ethan Hayter       | Ineos Grenadiers                   | + 0"       |
| 3r | Mads Pedersen      | Trek-Segafredo                     | + 0"       |
| 4t | Timo Kielich       | Alpecin-Fenix                      | + 0"       |
| 5è | Filippo Fiorelli   | Bardiani CSF Faizanè               | + 0"       |
| 6è | Timo Roosen        | Jumbo-Visma                        | + 0"       |
| 7è | Mike Teunissen     | Jumbo-Visma                        | + 0"       |
| 8è | Jenno Berckmoes    | Sport Vlaanderen-Baloise           | + 0"       |
| 9è | Niklas Märkl       | Team DSM                           | + 0"       |
| 10è | Martijn Budding    | Riwal Cycling Team                 | + 0"       |

## Classificació final
| \| Classificació general \| Classificació general \| Classificació general \| Classificació general \| Classificació general \| \| Corredor \| Corredor \| Equip \| Temps \| \| \| --------------------- \| -------------------------- \| ---------------------------------- \| --------------------- \| --------------------- \| \| 1r \| Remco Evenepoel \| Quick-Step Alpha Vinyl \| 25h 19' 11" \| \| \| 2n \| Jay Vine \| Alpecin-Fenix \| + 56" \| \| \| 3r \| Lucas Plapp \| Ineos Grenadiers \| + 1' 30" \| \| \| 4t \| Tobias Halland Johannessen \| Uno-X Pro Cycling Team \| + 1' 34" \| \| \| 5è \| Tao Geoghegan Hart \| Ineos Grenadiers \| + 2' 36" \| \| \| 6è \| Magnus Sheffield \| Ineos Grenadiers \| + 2' 51" \| \| \| 7è \| Laurens Huys \| Intermarché-Wanty-Gobert Matériaux \| + 2' 54" \| \| \| 8è \| Cian Uijtdebroeks \| Bora-Hansgrohe \| + 2' 56" \| \| \| 9è \| Esteban Chaves Rubio \| EF Education-EasyPost \| + 3' 02" \| \| \| 10è \| Carl Fredrik Hagen \| Israel-Premier Tech \| + 3' 20" \| \| |                            |                                    |             |
| |                            |                                    |             |
| Font: ProCyclingStats |                            |                                    |             |
| Classificació general |                            |                                    |             |
| Corredor | Corredor                   | Equip                              | Temps       |
| 1r | Remco Evenepoel            | Quick-Step Alpha Vinyl             | 25h 19' 11" |
| 2n | Jay Vine                   | Alpecin-Fenix                      | + 56"       |
| 3r | Lucas Plapp                | Ineos Grenadiers                   | + 1' 30"    |
| 4t | Tobias Halland Johannessen | Uno-X Pro Cycling Team             | + 1' 34"    |
| 5è | Tao Geoghegan Hart         | Ineos Grenadiers                   | + 2' 36"    |
| 6è | Magnus Sheffield           | Ineos Grenadiers                   | + 2' 51"    |
| 7è | Laurens Huys               | Intermarché-Wanty-Gobert Matériaux | + 2' 54"    |
| 8è | Cian Uijtdebroeks          | Bora-Hansgrohe                     | + 2' 56"    |
| 9è | Esteban Chaves Rubio       | EF Education-EasyPost              | + 3' 02"    |
| 10è | Carl Fredrik Hagen         | Israel-Premier Tech                | + 3' 20"    |

## Evolució de les classificacions
| Etapa                  | Vencedor               | Classificació general      | Classificació per punts    | Classificació de la muntanya | Classificació dels joves | Classificació per equips |
| ---------------------- | ---------------------- | -------------------------- | -------------------------- | ---------------------------- | ------------------------ | ------------------------ |
| 1                      | Remco Evenepoel        | Remco Evenepoel            | Remco Evenepoel            | Håkon Aalrust                | Remco Evenepoel          | Ineos Grenadiers         |
| 2                      | Ethan Hayter           | Tobias Halland Johannessen | Ethan Hayter               | Håkon Aalrust                | Remco Evenepoel          | Ineos Grenadiers         |
| 3                      | Remco Evenepoel        | Remco Evenepoel            | Tobias Halland Johannessen | Remco Evenepoel              | Remco Evenepoel          | Ineos Grenadiers         |
| 4                      | Marco Haller           | Remco Evenepoel            | Tobias Halland Johannessen | Remco Evenepoel              | Remco Evenepoel          | Ineos Grenadiers         |
| 5                      | Remco Evenepoel        | Remco Evenepoel            | Tobias Halland Johannessen | Joel Nicolau                 | Remco Evenepoel          | Ineos Grenadiers         |
| 6                      | Alexander Kristoff     | Remco Evenepoel            | Tobias Halland Johannessen | Joel Nicolau                 | Remco Evenepoel          | Ineos Grenadiers         |
| Classificacions finals | Classificacions finals | Remco Evenepoel            | Tobias Halland Johannessen | Joel Nicolau                 | Remco Evenepoel          | Ineos Grenadiers         |